# 璧利南
璧利南，CMG[?]（1847年12月7日—1927年2月28日），又作白利南、布利南，英國外交官和「中國通」，1899年至1901年擔任英國駐上海總領事。
璧利南擁有英格蘭和愛爾蘭血統，他的二哥布廉恩長年任職於大清海關總稅務司署，布廉恩其中三名姪兒子也是外交官出身，包括由1930年至1937年間同樣曾任英國駐滬總領事的璧約翰爵士。璧利南1866年加入外交部，旋獲派駐中國，早年先後於廣州、上海、北京、蕪湖和天津等地任職，其後於1883年至1885年出任煙臺領事，以及在1885年至1893年出任京津領事，任內曾於1886年6月至9月代表英政府前往香港參與一個鴉片聯合委員會會議，促成委員會簽訂《管理香港洋藥事宜章程》。
1893年至1898年出任英國駐廣州領事期間，璧利南參與應對內地有關於1894年香港鼠疫的謠言，以及孫中山推動的反清革命運動，後來還於1897年跟兩廣總督譚鍾麟交涉香港拓界事宜，促成《展拓香港界址專條》在1898年簽訂。此外，他任內於1895年獲英政府委任為特別專員，負責考察英國在遠東各地的商貿情況，其後於1897年發表《中國通商口岸貿易狀況報告書》。
璧利南於1898年起署任駐滬總領，翌年實任。任內，他於1898年戊戌政變期間協助營救康有為逃離清廷追捕，並於1899年成功向清廷交涉把上海公共租界的總面積擴大超過三倍至33,503畝。為肯他在上海任內的表現，工部局董事局特於璧利南1901年7月退休的時候，將租界一條新建道路命名為白利南路。璧利南在華任職前後35年，他退休返回英國後繼續關注中國事務，並於1906年創立中國學會，擔任名譽秘書，到1926年因健康問題才淡出會務。他於1927年在倫敦病逝，終年79歲。

## 生平

### 家族背景

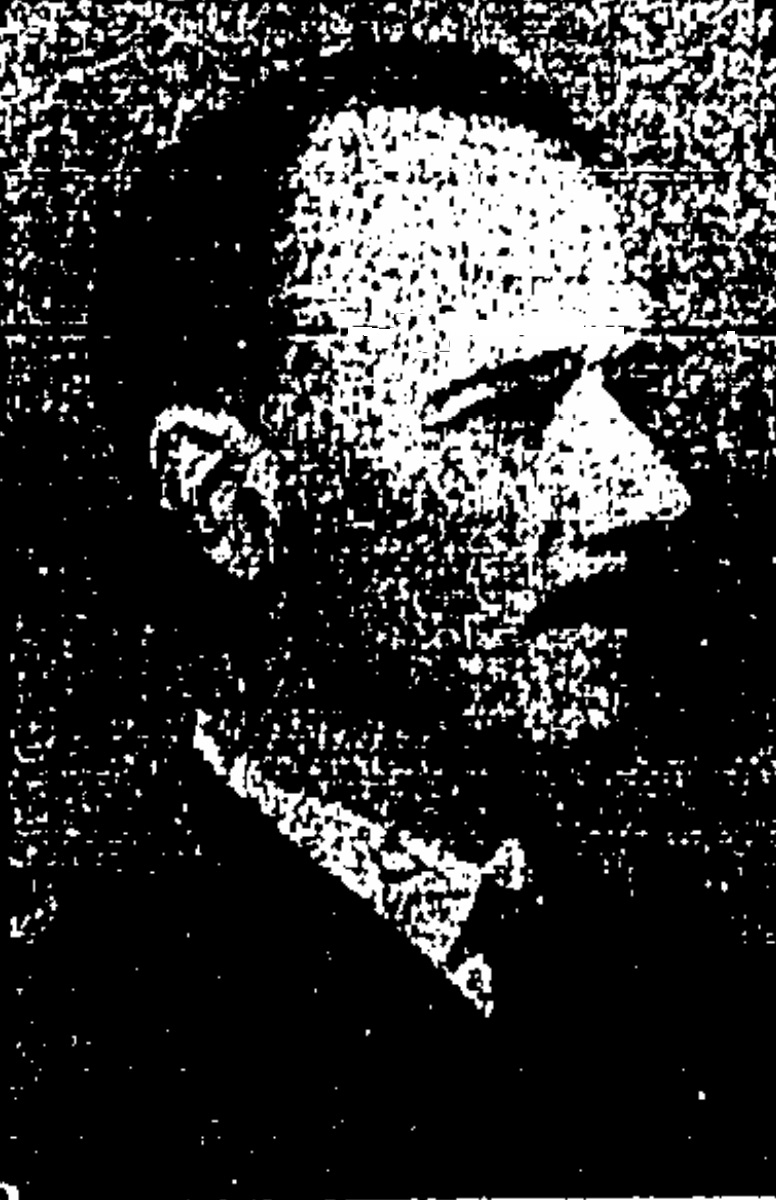
璧約翰爵士
（1883年－1953年）

璧利南擁有英格蘭和愛爾蘭血統，1847年12月7日生於法國。他的父親陸軍上校愛德華·費茲傑羅·布雷南（Colonel Edward Fitzgerald Brenan，1814年－1872年）和艾米莉·辛普森（Emily Simpson，1818年－1863年）當時是僑居於法國布列塔尼城鎮迪南的英國人。璧利南的父母育有三子兩女，在三名兒子當中，璧利南排行最後，他的長兄名叫傑拉德·布雷南（Gerald Brenan），其同樣名叫傑拉德·布雷南（1894年－1987年）的孫兒後來成為英國的西班牙歷史和文化作家，並曾先後獲軍功十字勳章和CBE勳銜；至於璧利南的二哥布廉恩（Edward Vincent Brenan，1846年－1915年）長年任職於大清海關總稅務司署，官至海關稅務司，1908年獲清廷賞賜第三等第一品御賜雙龍寶星。
璧利南可謂來自外交家族，除了二哥布廉恩任職於大清海關總稅務司署，布廉恩的長子璧約翰爵士也在1930年至1937年擔任英國駐上海總領事，曾獲英廷頒授KCMG勳銜；而布廉恩的二子特倫斯·文森特·布雷南（Terence Vincent Brenan，1887年－1974年）和四子埃里克·休·布雷南（Eric Hugh Brenan，1892年－1966年）也是英國外交官，前者曾先後擔任英國駐突尼西亞首都突尼斯和摩洛哥首都拉巴特總領事，1943年至1953年在黎巴嫩首都貝魯特擔任中東阿拉伯研究中心總監，曾獲CBE勳銜；後者曾派駐中國，但後來退出外交界並移民美國。

### 在華生涯
璧利南童年隨家人由法國遷居英國海峽群島的澤西島，並接受私人教育。1866年7月，未滿19歲的他通過考核獲英國外交部聘用，首先派駐滿清擔任見習傳譯員，兩年後於1868年12月轉任三級助理，1872年12月和1874年10月再分別升任二級助理和一級助理。早年他曾經多次派駐不同地方署任傳譯員一職，當中包括廣州（1871年和1872年）、上海（1873年）和漢口（1875年），在廣州任職期間，他曾代表英方在1872年聯同清廷代表檢驗由香港政府運到的新一批鷹洋，以便讓該批鷹洋在廣東各地流通。升任一級助理後，他曾經兩度在北京署任助理漢務秘書（1875年11月－1877年2月；及1877年7月－1878年3月），其後更署任漢務秘書（1878年3月－1880年9月；及1880年10月－11月）。1880年2月，璧利南首度升任領事，派駐蕪湖，初時仍繼續署任漢務秘書，任內也曾於1882年和1883年兩度署任天津領事。他後來於1883年7月調任煙臺領事，1885年12月再調任天津和北京領事。

### 鴉片會議

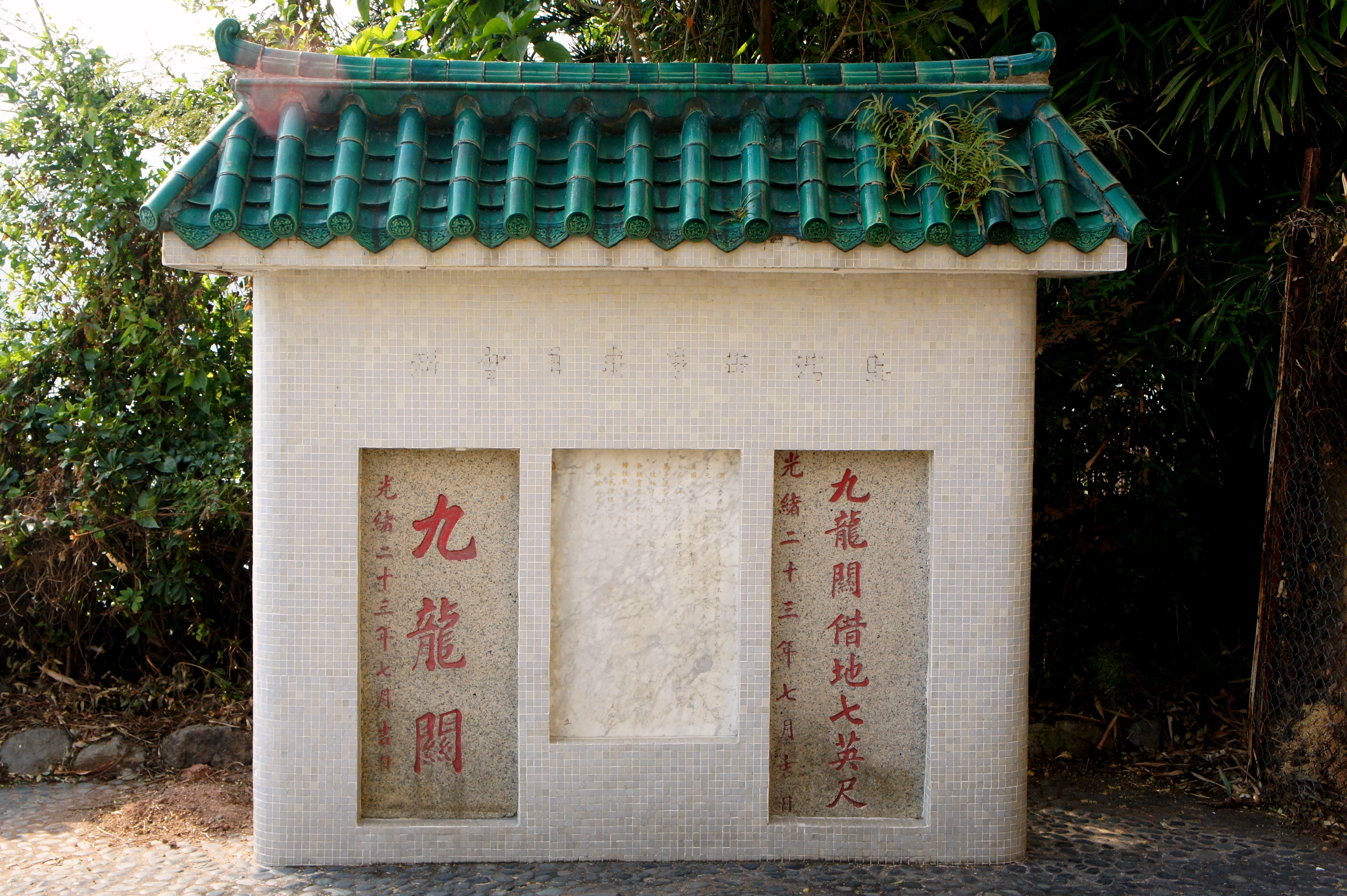
位於馬灣的九龍關汲水門稅關，設於《管理香港洋藥事宜章程》簽訂之後的1887年，圖為稅關於1897年重修時所立的碑石

在京津擔任領事期間，璧利南於1886年6月至9月代表英政府在香港參與一個鴉片聯合委員會會議，與會的尚有代表香港政府的副按察司羅素，以及清廷的兩名聯合代表，即海關總稅務司赫德爵士和江海關道邵友濂。委員會乃根據中英兩國簽訂的1876年《煙臺條約》和1885年《煙臺條約續增專條》召開，負責處理粵海關（隸屬地方而不從屬於由英人掌控的大清海關）被指干擾往來香港和內地的帆船貿易的問題，以及進口鴉片由香港走私到內地的情況。
委員會同年9月11日簽署《管理香港洋藥事宜章程》，議決由港府立法制定一系列措施規管鴉片的轉口貿易；並促成大清海關於1887年3月在九龍的華界地方直接設置九龍關，依據《續增專條》對進口鴉片實施「稅厘並徵」，取代過往由粵海關轄下的汲水門、九龍司、長洲和佛頭洲四個稅廠（即「新香六廠」其中四廠）對出入香港船隻抽稅的職能，從而化解長達20年的「香港封鎖」問題。
另一方面，毗鄰香港的澳門雖然由葡萄牙實際管治，但法律上仍屬內地，這使到清廷對香港的進口貨物照抽洋稅之際，經澳門進口內地的貨物卻可減免高達一半的稅款。為堵塞洋貨和鴉片改經澳門進口以規避徵稅的漏洞，《章程》進一步規定澳門要仿照香港對進口鴉片實施同等的轉口規管，以及設置同等的稅務機關。
在這個背景下，大清海關在1887年4月於澳門邊界設置拱北關直接抽稅，以取代粵海關轄下的馬留洲和前山寨兩個稅廠（即「新香六廠」餘下兩廠）。在赫德及其副手金登幹介入下，萄國更乘機借抽稅事宜重提澳門主權問題，促使清廷與葡國在1887年3月和12月先後簽訂《中葡里斯本草約》和《中葡和好通商條約》，承認澳門由葡國永居和治理，這意味清廷的稅厘雖然透過《章程》得以確保，但卻因此正式失去澳門主權。

### 廣州領事
璧利南在天津和北京擔任領事八年後，於1893年6月調任廣州領事。上任不久以後，香港於1894年爆發鼠疫，奪去多人性命。由於當時居港華人對西方醫學並不了解，西醫為孕婦剖腹一類的謠言頓時四起，甚至傳到佛山和東莞兩地後，當地有人公開張貼煽動性標語，聲稱港府防疫不力，呼籲民眾襲擊外籍人士報復，引起外僑恐慌。有見及此，時任兩廣總督李瀚章在璧利南敦促下於1894年6月向兩地發表公告闢謠，澄清所有選擇入住香港東華醫院的病人均接受中醫治療，該院不會施行任何解剖檢驗。

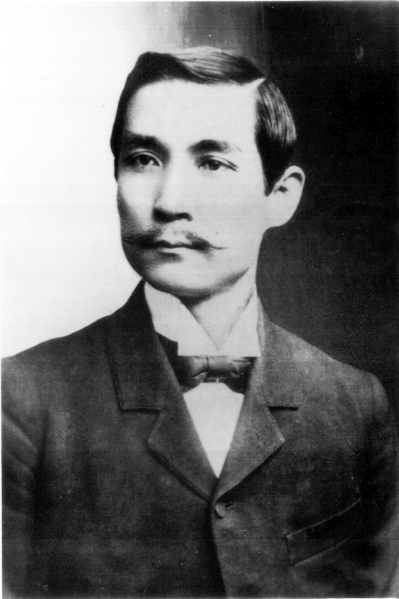
孫中山
（1866年－1925年）

此外，璧利南任內見證反清革命運動的興起，其中孫中山等人在1894年成立興中會後，即計劃於1895年10月策動廣州起義。可是，由於密謀敗露，起義流產，孫中山急從廣州城逃往澳門，後再轉抵香港避難。事後，時任兩廣總督譚鍾麟向璧利南交涉，要求港府引渡孫中山等起事者，孫中山遂被迫離港前赴日本，其後再轉往夏威夷。
孫中山在外流亡期間，璧利南協助港府收集有關於孫中山的情報，並得悉孫中山正在夏威夷籌募經費，積極計劃返回廣州策劃另一場起義。當時港府一方面受到廣東當局的壓力，另一方面不願孫中山在港增添麻煩，結果促使香港總督羅便臣爵士於1896年3月4月首向孫中山發出驅逐令，指明孫中山五年內不可再踏足香港。事實上，璧利南曾在內部報告中認為孫中山「有點聰明、在香港為人熟悉；雖然他自稱是基督徒，但和他相關的傳道會卻對其虔誠心存有懷疑」；他擔心興中會具有基督教背景，其在內地的革命活動有可能對西方在華傳教士的人身安全構成威脅。
璧利南在任廣州領事任內，也曾參與英國對清廷關於租借新界以拓展香港界址的交涉。在他與譚鍾麟的交涉當中，更迫使後者於1897年12月表示清廷「不難就略為展拓一事作出安排」。在時任英國駐華公使竇納樂爵士向清廷施加進一步壓力下，清廷終於1898年6月9日與英國在北京簽訂《展拓香港界址專條》，由同年7月1日起租借新界，為期99年，直到1997年6月30日止。不過，《專條》未及簽訂之前，璧利南已經調離廣州。
針對中英貿易議題，璧利南曾於1895年11月獲英政府委任為特別專員，負責考察英國在遠東的商貿情況，所到之處包括中國的主要通商口岸、香港、以及日本和朝鮮各地。他事後於1897年發表《中國通商口岸貿易狀況報告書》（Report on the State of Trade at the Treaty Ports of China），當中對清廷的貿易行為有不少尖刻批評，例子包括雖然通商口岸早已對洋貨實施「稅厘並徵」，但地方政府在內陸設置關卡濫收厘金的情況十分普遍，導致英商依據各通商條約在華享有的權益受損。他在報告書中提出一些建議嘗試解決貿易問題，當中包括在英領館增設商務秘書主管貿易事務，以及鼓勵英商加強學習中文等。他還引述了代表英商利益的中國協會（China Association）轄下上海委員會的一系列建議，例如要求英政府在對華貿易上採取更強硬的態度，以及委任英國駐上海總領事為駐華商務總監，以便從相對於駐京公使的地方層面上，更有效地與各地督撫處理貿易事宜。

### 上海總領事
1898年5月，璧利南接替因病返英的哲美遜為署理英國駐上海總領事，其後於1899年5月實任總領事一職。他跟姪兒璧約翰爵士是唯一一對同樣曾任英駐滬總領事的叔姪。他上任的時候，正好遇上當時以康有為和梁啟超為首的維新派發起戊戌變法，但慈禧太后於1898年9月發動政變，軟禁光緒帝和大舉追捕維新黨人，歷時僅百餘日的變法終以失敗收場。

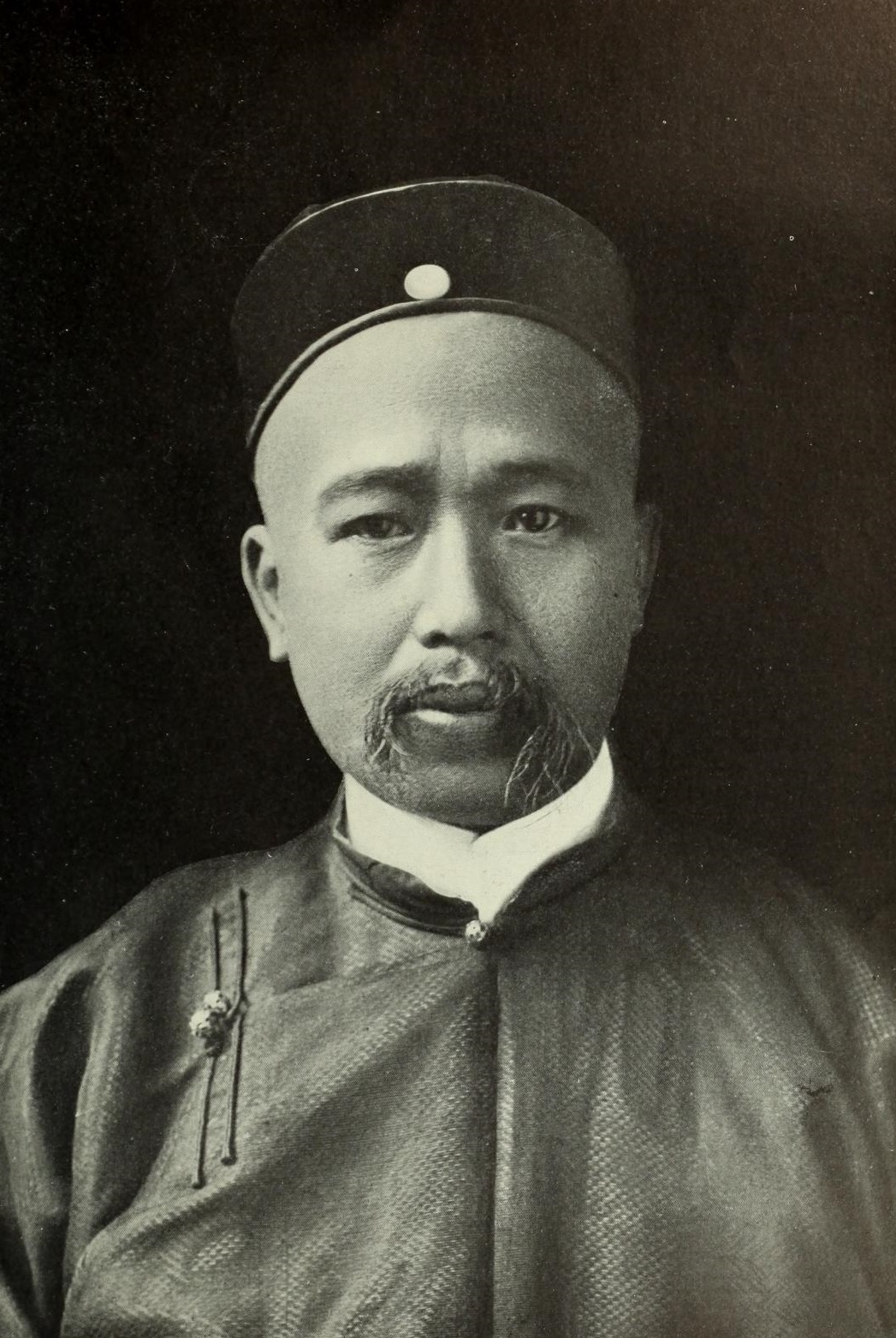
康有為
（1858年－1927年）

變法失敗後，康有為在英國傳教士李提摩太協助下由北京乘搭火車逃往天津，並獲安排登上開往上海的英輪「重慶號」（Chungking）。9月23日，上海道蔡鈞向璧利南表示收到密令要捉拿康有為，並要求所有抵滬船隻都要受清兵搜查。當時璧利南未及回覆，上海更發生清兵未經英方批准、強行登上另一英輪「黃金國號」（El Dorado）搜查的事件，情勢頗為危急。為免康有為落入清廷手上，對維新派予以同情的璧利南遂委託《泰晤士報》駐滬記者濮蘭德暗中開船攔截尚在吳淞江上的「重慶號」，繼而把康有為轉送到另一艘開往香港的鐵行郵輪「琶理瑞號」（Ballaarat）。最終載著康有為的「琶理瑞號」在英軍嚴密保護下，有驚無險地於9月27日成功離滬赴港。
璧利南駐節上海的另一項主要事蹟，是在1899年5月代表駐滬領事團與蔡鈞的繼任人李光久達成協議，以區內華人人口急增和急需覓地興建工廠為理由，把上海公共租界總面積由原來的10,676畝大幅擴充22,827畝。公共租界擴充後，新的總面積達33,503畝，北達上海縣和寶山縣交界處、南至靜安寺、西抵蘇州河，為公共租界提供廣闊的空間，供日後發展之用。同年稍後，法租界也獲清廷首肯，擴充1,112畝，使新的總面積達到2,135畝。這次公共租界和法租界大幅擴界後，公共租界的邊界基本上定了下來；及至1914年法租界再次獲准大規模擴充的時候，公共租界當局也希望借機擴界，但沒有成事。
1900年庚子事變期間，時任英國駐華公使竇納樂爵士於當年10月與英國駐日本公使薩道義爵士對調職務，當時一度有來自倫敦的消息傳出璧利南有機會接替竇納樂出任駐華公使，但消息後來證實並不真確。未幾，在任駐滬總領三年的璧利南在1901年7月卸任退休，乘搭「印度皇后號」（Empress of India）輪船離滬，結束前後35年的在華外交生涯。他卸任後，駐滬總領一度由英國在華最高法院助理按察司班德瑞（後為爵士）署理，直到同年稍後由英駐漢口領事霍必瀾（後為爵士）正式接替。
璧利南退休之時未滿54歲，《字林西報》形容他的離去對英國和其他得益於英國對華貿易的外國勢力而言，都是一大損失；該報甚至表示樂見璧利南接替風評不佳的薩道義出任駐華公使。為對其表達謝意，上海公共租界工部局董事局特於1901年7月把租界一條新建道路取名白利南路（Brenan Road，長寧路前身）；英廷也早於1894年向其頒授CMG勳銜，對其在華外交工作予以肯定。不過，根據璧利南姪孫傑拉德·布雷南在1962年出版的自傳記載，璧利南為人自私、平時說話尖酸刻薄，因此人緣欠佳，錯失問鼎英駐華公使一職的機會；然而自傳卻同時把海關總稅務司赫德爵士誤作「駐華大使」（應為公使）。

### 晚年生涯
璧利南退休後雖然定居英國，但仍不減對中國事務的興趣。1906年，他曾獲外交部委託，接待以載澤為首的清廷出洋考察團，安排在英國的訪問行程。同年年底，他更在英國創立中國學會（China Society），以推動中英關係為宗旨，在每年冬季舉行會議，聯誼各界與中國事務相關的人士，以及不定期邀請權威人士主持以中國為講題的研討會。璧利南自學會成立後，一直出任名譽秘書一職，歷年來他都是學會的活躍成員，該會的很多活動都得到他的參與。1923年，他又促成把中英友好學會（Anglo-Chinese Friendship Society）併入中國學會，使學會比以往更具規模。
在中國學會以外，璧利南又於1902年和1907年先後當選皇家文藝學會院士（FRSA）和皇家殖民地研究院院士（FRCI）。在皇家文藝學會，他特別活躍於該會的自治領和殖民地組，除了多次主持該組的會議，也曾於1905年發表一篇題為為"British Commercial Prospects in the Far East"（〈英國在遠東的商貿前景〉）的文章。1926年，璧利南因健康問題被迫淡出中國學會的工作；一年後，他於1927年2月28日因病在倫敦南肯辛頓布拉默姆花園（Bramham Gardens）的寓所逝世，終年79歲。

## 個人生活
璧利南有兩段婚姻，他於1882年娶T·C·凱利將軍的女兒瑪蒂爾達·蘇珊·凱利（Matilda Susan Kelly）為第一任妻子。瑪蒂爾達於1899年在倫敦逝世後，璧利南在1901年娶埃米莉·戈爾（Emily Gore）為第二任妻子，埃米莉來自愛爾蘭蒂龍郡，是羅伯特·戈爾的女兒。在兩段婚姻中，璧利南都沒有子女。璧利南生前是倫敦紳士會所胡爾林漢會（The Hurlingham Club）會員。

## 部份著作
- Report on the State of Trade at the Treaty Ports of China（页面存档备份，存于）. London: Her Majesty's Stationery Office, 1897. 
  - （直譯：《中國通商口岸貿易狀況報告書》。倫敦： 女皇陛下文儀辦公室，1897年。）

## 榮譽

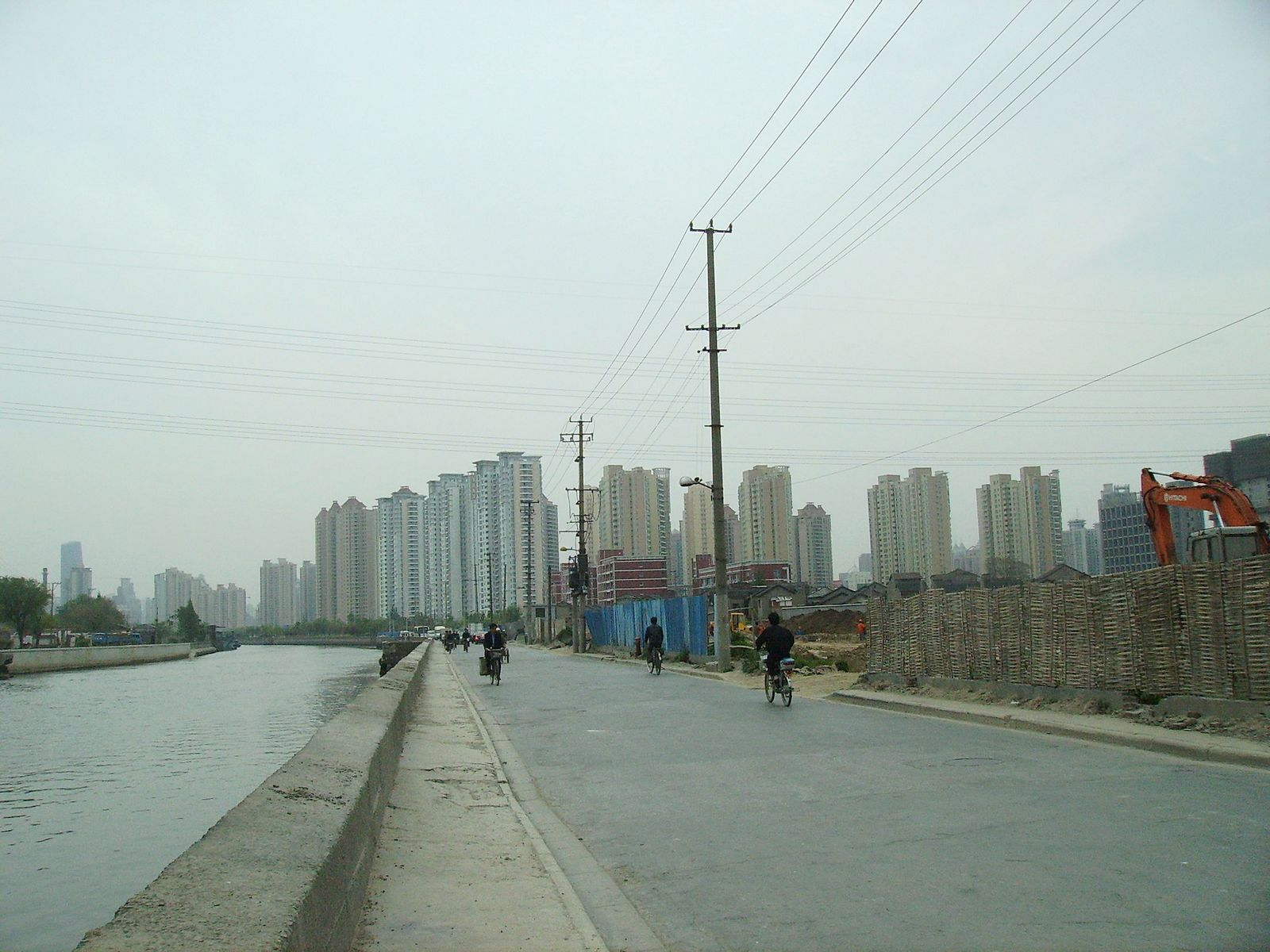
位於上海的長寧路（即昔日的白利南路）

- 以下列出榮譽全稱及縮寫：^ 
  - 聖米迦勒及聖喬治同袍勳章（CMG） （1894年5月26日[55]）
  - 皇家文藝學會院士（FRSA） （1902年[60]）
  - 皇家殖民地研究院院士（FRCI） （1907年[2]）
- 以他命名的事物
  - 白利南路（Brenan Road）：位於上海公共租界，1901年7月命名，長寧路前身。[54]

## 附註
1. ↑  1858年《天津條約》簽訂後，鴉片貿易在華合法化，但為打擊帆船從香港和澳門把鴉片走私到內地，粵海關自1867年起設立「新香六廠」，對來自港澳的船隻抽稅，並經常在港澳水域搜查途經船隻。[15]然而，粵海關的貪腐問題導致香港的貿易業損失嚴重，使輿論對粵海關的措施批評為「香港封鎖」（"Blockade of Hong Kong"）。[15][16][17]1874年滇案發生後，清廷與英國於1876年簽訂《煙臺條約》，同意由清廷就滇案作出賠償和道歉。[18]當時英方借機申訴在對華貿易上遭到的種種不公對待，結果又促使條約加入通商條款，當中包括在華增設通商口岸，以及停止在口岸向英貨徵收厘金等。[16][18]針對「香港封鎖」的問題，條約還通過設立一個委員會，商討機制確保清廷稅入得到保障的同時不會損害香港的利益。[16][19]

然而，《煙臺條約》簽訂後，其他列強不滿只有英國得益，加上英商要求全面廢除厘金等原因，以致英政府受壓下遲遲未能確認條約。[18]一直到1885年，英政府與清廷再簽《煙臺條約續增專條》，同意在原約增補條款，規定英商入口每50公斤一箱的鴉片，要以「稅厘並徵」的方式在通商口岸向大清海關繳交正稅和厘金合共110兩白銀，此後運入內地中途無需再繳任何稅厘。[18][20]至此，《煙臺條約》在簽訂九年後，終獲確認生效。[18]參考《煙臺條約》，《續增專條》也規定設立委員會處理香港走私貨物到內地的問題，[21]璧利南所參與的鴉片聯合委員會會議，即根據《煙臺條約》和《續增專條》而召開。[14]
2. ↑  具體措施包括：禁止販運進口和出口不及50公斤一箱的鴉片；[22]除特許公司外，任何人禁止私存或管理不及一箱的鴉片；[23]所有運抵香港的鴉片，必須向船政廳申報；[24]以及未得船政廳發出許可，不得把鴉片作任何形式的轉運和存放等。[24]

## 注腳
1. 1 2 3  Brenan (1979), p.171.
2. 1 2 3 4 5 6 7 8  "Brenan, Byron" (retrieved on 7 February 2019)
3. ↑  Crisp (1902), p.149.
4. ↑  "Brenan, (Edward Fitz-) Gerald" (retrieved on 7 February 2019)
5. ↑  Brenan (1979), pp.171-172.
6. ↑  Ruvigny (1916), p.48.
7. ↑  "Issue 28208 （页面存档备份，存于）", London Gazette, 25 December 1908, p.9843.
8. ↑  "Brenan, Sir John (Fitzgerald)" (retrieved on 7 February 2019)
9. ↑  "Brenan, Terence Vincent" (retrieved on 7 February 2019)
10. ↑  Lunt (1922), pp.51-52.
11. ↑  "Ohio Death Index, 1908-1932, 1938-1944, and 1958-2007: Eric H Brenan" (retrieved on 7 February 2019)
12. 1 2 3 4 5 6 7 8 9 10 11  "BRENAN, BYRON, C.M.G." (1928), p.454.
13. ↑  "No. 227", The Hongkong Government Gazette, 7 December 1872.
14. 1 2 3  Preamble, Opium Convention (1886)
15. 1 2 3  丁新豹（2017年3月2日）
16. 1 2 3 4  "The Opium Commission" (22 June 1886)
17. ↑  Fairbank, Bruner, and Matheson (1975), pp.642-643.
18. 1 2 3 4 5  Gao (2009), p.45.
19. ↑  Article VII, Section III, Convention of Chefoo (1876)
20. ↑  Sections 2 & 3, Additional Article (London) (1885)
21. ↑  Section 9, Additional Article (London) (1885)
22. ↑  Section 1.1, Opium Convention (1886)
23. ↑  Section 1.2, Opium Convention (1886)
24. 1 2  Section 1.3, Opium Convention (1886)
25. 1 2  Fairbank, Bruner, and Matheson (1975), p.655.
26. ↑  Closing, Opium Convention (1886)
27. 1 2  張之洞、吳大澂（1887年5月17日）
28. ↑  王爾敏（1998年），頁225。
29. ↑  Section 2.1, Opium Convention (1886)
30. ↑  Wright (1908), p.805.
31. ↑  黃鴻釗（1998年）
32. 1 2  高馬可（2013年），頁80。
33. 1 2  "No. 223", The Hongkong Government Gazette, 9 June 1894.
34. 1 2 3  陳成漢（2017年），頁21。
35. ↑  陳成漢（2017年），頁22。
36. ↑  Sun (September 1968), p.48.
37. 1 2  Chan Lau (1990), pp.34-35.
38. ↑  陳成漢（2017年），頁22至23。
39. ↑  Sun (September 1968), p.52.
40. ↑  Sun (September 1968), p.46.
41. 1 2  余繩武、劉存寬（1994年），頁99至100。
42. ↑  余繩武、劉存寬（1994年），頁100。
43. ↑  "Enquiry into the Conditions of British Trade with China" (14 December 1895)
44. 1 2  "The Treaty Ports of China" (30 July 1897)
45. ↑  Brenan (1897), pp. 63 & 68-69.
46. ↑  "Sir John and Lady Brenan - Leaving Shanghai on Well-earned Leave" (31 March 1933)
47. ↑  Sun (September 1968), pp.70-96.
48. 1 2 3 4 5  Sun (September 1968), p.98.
49. ↑  "Settlement Extension at Shanghai" (18 May 1899)
50. 1 2 3 4 5  〈上海租界志：總述〉（造訪於2019年2月7日）
51. ↑  "The China Crisis" (6 October 1900)
52. 1 2  The Singapore Free Press and Mercantile Advertiser (11 July 1901)
53. 1 2  The Singapore Free Press and Mercantile Advertiser (12 July 1901)
54. 1 2  The North China Herald (17 July 1901)
55. 1 2  "Issue 26517 （页面存档备份，存于）", London Gazette, 29 May 1894, p.3120.
56. 1 2  Brenan (1979), pp.172-173.
57. 1 2 3 4 5  "The Late Mr. Byron Brenan - Founded the China Society - Untimely Death" (7 April 1927)
58. ↑  "The Chinese Commission" (24 April 1906)
59. ↑  "China Society Luncheon" (1940), p.581.
60. 1 2 3 4  Journal of the Royal Society of Arts Vol 75 (1927), p.421.
61. ↑  "Obituary - Mr Byron Brenan" (5 April 1927)
62. ↑  "St Luke groom marriages - B" (retrieved on 7 February 2019)
63. ↑  The Straits Times (23 January 1900)

### 條約資料
- Convention of Chefoo（页面存档备份，存于） (1876)
- Additional Article (London)（页面存档备份，存于） (1885)
- Opium Convention（页面存档备份，存于） (1886)

### 英文資料
- "The Opium Commission", The China Mail, 22 June 1886, p.2.
- "Enquiry into the Conditions of British Trade with China（页面存档备份，存于）", The Singapore Free Press and Mercantile Advertiser, 14 December 1895, p.3.
- Brenan, Byron, Report on the State of Trade at the Treaty Ports of China（页面存档备份，存于）. London: Her Majesty's Stationery Office, 1897.
- "The Treaty Ports of China（页面存档备份，存于）", The Straits Times, 30 July 1897, p.11.
- "Settlement Extension at Shanghai（页面存档备份，存于）", The Singapore Free Press and Mercantile Advertiser, 18 May 1899, p.6.
- The Straits Times（页面存档备份，存于）, 23 January 1900, p.2.
- "The China Crisis（页面存档备份，存于）", The Singapore Free Press and Mercantile Advertiser, 6 October 1900, p.3.
- The Singapore Free Press and Mercantile Advertiser（页面存档备份，存于）, 11 July 1901, p.2.
- The Singapore Free Press and Mercantile Advertiser（页面存档备份，存于）, 12 July 1901, p.2.
- The North China Herald, 17 July 1901.
- Crisp, Frederick Arthur, Visitation of England and Wales Vol. 10. Privately Printed, 1902.
- "The Chinese Commission（页面存档备份，存于）", Eastern Daily Mail and Straits Morning Advertiser, 24 April 1906, p.1.
- Edited by Wright, Arnold, Twentieth Century Impressions of Hongkong, Shanghai, and Other Treaty Ports of China: Their History, People, Commerce, Industries, and Resources. London: Lloyds Greater Britain Publishing Company, 1908.
- Ruvigny, The Marquis de, The Roll of Honour: A Biographical Record of All Members of His Majesty's Naval and Military Forces Who Have Fallen in the War Volume I. London: The Standard Art Book Company Limited, 1916.
- Lunt, Carroll, The China Who's Who 1922: A Biographical Dictionary. Shanghai: Kelly & Walsh, Limited, 1922.
- Journal of the Royal Society of Arts Vol 75. The Society, 1927.
- "Obituary - Mr Byron Brenan", The South China Morning Post, 5 April 1927, p.8.
- "The Late Mr. Byron Brenan - Founded the China Society - Untimely Death", The South China Morning Post, 7 April 1927, p.10.
- "BRENAN, BYRON, C.M.G.", The Foreign Office List and Diplomatic and Consular Year Book. London: Harrison and sons., 1928.
- "Sir John and Lady Brenan - Leaving Shanghai on Well-earned Leave", Hong Kong Daily Press, 31 March 1933, p.7.
- "China Society Luncheon", The Asiatic Review Vol 36. Westminster Chamber, April 1940, pp.578-587.
- Sun, Mary Man-yue, British Policy and the Chinese Revoluntionary Movement, 1895-1912（页面存档备份，存于）. Department of History, School of Oriental and African Studies, University of London, September 1968.
- Edited by Fairbank, John King, Bruner, Katherine Frost, and, Matheson, Elizabeth MacLeod, The I. G. in Peking: Letters of Robert Hart Chinese Maritime Customs 1868-1907（页面存档备份，存于） Vol One. Harvard University Press, 1975. ISBN 0-674-44320-9
- Brenan, Gerald, A Life of One's Own: Childhood and Youth（页面存档备份，存于）. Cambridge : Cambridge University Press, 1979. ISBN 978-0-52129-734-9
- Chan Lau, Kit-ching, China, Britain and Hong Kong, 1895-1945（页面存档备份，存于）. Hong Kong: Chinese University Press, 1990. ISBN 962-201-409-7
- Gao, James Z., Historical Dictionary of Modern China (1800-1949)（页面存档备份，存于）. Scarecrow Press, 2009.
- "Brenan, Byron", Who was Who. London: A. & C. Black, retrieved on 7 February 2019. (Electronic version. Subscription via the Wikipedia Library)
- "Brenan, (Edward Fitz-) Gerald", Who was Who. London: A. & C. Black, retrieved on 7 February 2019. (Electronic version. Subscription via the Wikipedia Library)
- "Brenan, Sir John (Fitzgerald)", Who was Who. London: A. & C. Black, retrieved on 7 February 2019. (Electronic version. Subscription via the Wikipedia Library)
- "Brenan, Terence Vincent", Who was Who. London: A. & C. Black, retrieved on 7 February 2019. (Electronic version. Subscription via the Wikipedia Library)
- "Ohio Death Index, 1908-1932, 1938-1944, and 1958-2007: Eric H Brenan （页面存档备份，存于）", FamilySearch, retrieved on 7 February 2019.
- "St Luke groom marriages - B（页面存档备份，存于）", Jerripedia Birth, Marriage and Burial Records, retrieved on 7 February 2019.

### 中文資料
- 張之洞、吳大澂奏，〈奏報新香六廠補抽貨釐依期移交新稅司並籌防流弊摺（页面存档备份，存于）〉，1887年5月17日。
- 余繩武、劉存寬著，《十九世紀的香港》。香港：麒麟書業有限公司，1994年。
- 王爾敏著，《晚清商約外交（页面存档备份，存于）》。香港：中文大學出版社，1998年。ISBN 962-201-864-7
- 黃鴻釗編，〈第四章：1887年中葡條約〉，《中葡澳門交涉史料（页面存档备份，存于）》。澳門：澳門基金會，1998年。ISBN 972-658-031-5
- 高馬可著，《香港簡史 （页面存档备份，存于）》。香港：中華書局（香港）出版有限公司，2013年。ISBN 978-9-88826-320-2
- 陳成漢撰，〈孫中山在驅逐令下的香港行踪考證（页面存档备份，存于）〉，《香港博物館期刊》1期。香港：康樂及文化事務署，2017年，頁20至31。
- 丁新豹撰，〈第一部分第三章：1860－1898年：轉口貿易的成立〉，《香港港口與海事處歷史（页面存档备份，存于）》。香港：海事處，2017年3月2日修訂。
- 〈上海租界志：總述（页面存档备份，存于）〉。上海：上海市地方志辦公室，造訪於2019年2月7日。

## 外部鏈結
- 英國駐上海總領事館（页面存档备份，存于）

| 外交職務                     | 外交職務                            | 外交職務                |
| ---------------------------- | ----------------------------------- | ----------------------- |
| 前任： 達文波                | 英國駐天津和北京領事 1885年－1893年 | 繼任： 寶士德           |
| 前任： 阿查立爵士 （總領事） | 英國駐廣州領事 1893年－1898年       | 繼任： 司格達           |
| 前任： 哲美遜                | 署理英國駐上海總領事 1898年－1899年 | 繼任： 英國駐上海總領事 |
| 前任： 署理英國駐上海總領事  | 英國駐上海總領事 1899年－1901年     | 繼任： 班德瑞（署理）   |